# Harlekijnmonarch
De harlekijnmonarch (Neolalage banksiana) is een vogel uit een monotypisch geslacht van zangvogels uit de familie Monarchidae (monarchen).

## Verspreiding en leefgebied
Het is een endemische vogelsoort van de eilandengroep Vanuatu. Het leefgebied is regenwoud.

## Status
Er is weinig bekend van de harlekijnmonarch maar aangenomen wordt dat de vogel vrij algemeen voorkomt. Op de Rode lijst van de IUCN heeft deze soort de status niet bedreigd.